# Diocese de Erexim
A Diocese de Erexim (Dioecesis Ereximensis) é uma divisão territorial da Igreja Católica no estado do Rio Grande do Sul.

## Histórico
A Diocese de Erexim, no município gaúcho de Erechim, foi criada no dia 27 de maio de 1971, sendo desmembrada da Diocese de Passo Fundo pela Bula Cum Christus, do Papa Paulo VI, divulgada no dia 2 de junho do mesmo ano, quando foi nomeado o seu primeiro bispo, Dom João Aloysio Hoffmann.
Está situada no Norte central do Rio Grande do Sul e abrange trinta municípios da região do Alto Uruguai gaúcho, assistidos por trinta paróquias. Seus limites territoriais são: Arquidiocese de Passo Fundo; Arquidiocese de Chapecó; Diocese de  Frederico Westphalen; Diocese de Joaçaba e Diocese de Vacaria.
A cerimônia de instalação ocorreu no dia 1 de agosto de 1971.

## Bispos
| #                 | Nome                    | Período           | Notas                          |
| Bispos Diocesanos | Bispos Diocesanos       | Bispos Diocesanos | Bispos Diocesanos              |
| ----------------- | ----------------------- | ----------------- | ------------------------------ |
| 4º                | Adimir Antônio Mazali   | 2020—             | Atual                          |
| 3º                | José Gislon, O.F.M.Cap. | 2012—2019         | Nomeado Bispo de Caxias do Sul |
| 2º                | Girônimo Zanandréa      | 1994—2012         |                                |
| 1º                | João Aloysio Hoffmann   | 1971—1994         |                                |
| Bispo coadjutor   |                         |                   |                                |
|                   | Girônimo Zanandréa      | 1987—1994         |                                |